# Beauvoir-en-Royans
Beauvoir-en-Royans este o comună în departamentul Isère din sud-estul Franței. În 2009 avea o populație de 71 de locuitori.

## Evoluția populației
| An        | 1975 | 1982 | 1990 | 1999 | 2006 | 2009 |
| --------- | ---- | ---- | ---- | ---- | ---- | ---- |
| Populație | 43   | 66   | 59   | 70   | 73   | 71   |